# Aleksey Konstantinovich Tolstoy
Aleksey Konstantinovich Tolstoy (em russo:  Алексей Константинович Толстой, 5 de setembro de 1817 — 10 de outubro de 1875) foi um poeta, novelista e dramaturgo russo.

## Vida
Frequentemente referido como A. K. Tolstoi, era um poeta e dramaturgo russo. Ele é considerado o mais importante dramaturgo histórico russo do século XIX, principalmente devido à força de sua trilogia dramática A morte de Ivan, o Terrível (1866), o czar Fyodor Ioannovich (1868) e o czar Boris (1870). Ele também ganhou fama por suas obras satíricas, publicadas em seu próprio nome (História do Estado Russo de Gostomysl a Timashev, O Sonho do Conselheiro Popov) e sob o pseudônimo de colaboração de Kozma Prutkov. Suas obras de ficção incluem a novela A Família do Vourdalak, O Vampiro (1841), e a novela histórica Prince Serebrenni (1862).
Aleksey era membro da família Tolstoi e primo de segundo grau de Leão Tolstoi. Devido à proximidade de sua mãe com a corte do czar, Aleksey foi admitido na comitiva da infância de Alexandre II e se tornou "um camarada em jogos" do jovem príncipe herdeiro. Quando jovem, Tolstoi viajou muito, incluindo viagens à Itália e Alemanha, onde conheceu Johann Wolfgang von Goethe. Tolstoi começou sua educação em casa sob a tutela de seu tio, o escritor Antony Pogorelsky, sob cuja influência ele se interessou pela primeira vez em escrever poesia, e uma série de outros professores. Em 1834, Tolstói matriculou-se no Arquivo de Estado do Ministério das Relações Exteriores de Moscou como estudante. Em dezembro de 1835, ele concluiu os exames (nos idiomas inglês, francês e alemão, bem como em literatura, latim, história mundial e russa e estatística russa) na Universidade de Moscou.
Ao longo da década de 1840, Tolstoi levou uma vida agitada na alta sociedade, cheia de viagens de lazer, festas e bailes de salão, caçadas e romances passageiros. Ele também passou muitos anos no serviço público como burocrata e diplomata. Em 1856, no dia de sua coroação, Alexandre II nomeou Tolstói um de seus ajudantes pessoais. Tolstoi serviu como major de infantaria na Guerra da Crimeia. Ele acabou deixando o serviço estatal no início de 1860 para seguir sua carreira literária. Ele morreu em 1875 de uma dose letal autoadministrada de morfina em sua propriedade Krasny Rog na governadoria de Chernigov.

## Trabalhos selecionados

### Drama
- Don Juan (Дон Жуан, 1862) [2]
- A morte de Ivan, o Terrível (Смерть Иоанна Грозного, 1866)
- Czar Fyodor Ioannovich (Царь Фёдор Иоаннович, 1868)
- Czar Boris (Царь Борис, 1870) [45]
- Posadnik (Посадник, 1871, publicado em 1874–1976)

### Prosa
- "A Família do Vourdalak" (Семья вурдалака, escrito em 1839 em francês, publicado pela primeira vez em 1884)
- O Vampiro (Упырь, 1841)
- Príncipe Serebrenni (também conhecido como O Cavaleiro de Prata, Князь Серебряный, 1862)

### Poesia
- O pecador (Грешница, 1857)
- Ioann Damaskin (Иоанн Дамаскин, 1858)
- Vasily Shibanov (Василий Шибанов, 1858)
- História do Estado Russo de Gostomysl a Timashev (1868)
- Retrato (Портрет, 1872)
- O Sonho do Conselheiro Popov (escrito em 1873, publicado pela primeira vez em 1978, Berlim)